# John Wattilete
Johannes Gerardus "John" Wattilete (Bemmel, 1955) is de president van de Republik Maluku Selatan (RMS; Republiek der Zuid-Molukken).
Wattilete is geboren in Nederland en heeft een Zuid-Molukse vader en een Nederlandse moeder. Hij groeide op in de Molukse wijk van de Gelderse plaats Bemmel waar hij al jong in de wijkraad kwam. Wattilete is in 1983 afgestudeerd aan de Katholieke Universiteit Nijmegen. In het dagelijks leven is hij sociaal advocaat bij het Amsterdamse advocatenkantoor Wattilete Advocaten.
Hij was betrokken bij de Molukse jongerenbeweging Collectief '91 die het beleid van de RMS-regering te soft vonden. Tijdens hun eerste vergadering kwam onverwachts toenmalig president in ballingschap Manusama binnen om hun kritiek te vernemen. Kort daarop, in 1993, werd John Wattilete diens stafmedewerker.
Sinds 1995 beheert hij de post Algemene Zaken binnen het RMS-kabinet. In 1999 ging hij twee keer samen met dominee Otto Matulessy als RMS-afgevaardigde naar Indonesië. De eerste keer spraken ze op 18 oktober met de toenmalige Indonesische president Habibie en de tweede keer op 16 december met zijn opvolger Wahid. In die periode waren er grote spanningen op de Zuid-Molukken tussen het christelijk deel en het moslimdeel van de bevolking waarbij aan beide zijden veel doden en gewonden vielen.
Toenmalig RMS-president Frans Tutuhatunewa was niet zo gelukkig met deze delegaties. Achteraf geeft de meer pragmatische Wattilete ook toe dat de gesprekken tot niets hebben geleid.
Wattilete volgde rond 2003 Pieter Thenu op als premier/vicepresident van de RMS. In april 2009 werd bekend dat Wattilete in de zomer van dat jaar de 85-jarige Frans Tutuhatunewa zou opvolgen als president van de RMS. Later werd de opvolging verplaatst naar april 2010 omdat het voornemen bestond om tegelijk met zijn installatie ook het kabinet uit te breiden.
Na uitspraken in een interview met het Nederlands Dagblad op 17 augustus 2009 haalde Wattilete landelijk het nieuws. Hij gaf in de christelijke ochtendkrant aan dat de Molukse bevolking op de Molukken zich vrij uit moest kunnen spreken over de politieke toekomst van hun eilanden. Zowel de Indonesische regering als de RMS-regering in ballingschap zouden zich aan die uitkomst moeten houden. Mocht de Molukse bevolking aangeven niet langer te streven naar een eigen staat, dan is Wattilete "bereid daar consequenties aan te verbinden". In het spoor van zijn voorgangers bleef Wattilete in de eerste plaats streven naar een eigen staat. Toch was hij bereid water bij de wijn te doen en in ruil voor autonomie voorlopig onderdeel van de Indonesische staat te blijven, zoals op Atjeh ook is gebeurd. Het belangrijkste is dat wij het zelf voor het zeggen hebben op de Molukken.
Op 17 april 2010 werd Wattilete beëdigd als nieuwe president van de RMS. Hiermee bestaat de gehele leiding van de RMS thans uit Molukkers die in Nederland geboren zijn.